# Јенефер од Венгерберга
Јенефер од Венгерберга (пол.Yennefer z Vengerberg) је измишљени лик из серијала књига о Вешцу. Рођена 30.04.1173. била је чаробница која је живела у Венгербергу, главном граду Едрина. Била је права љубав вешца Гералта из Ривије и мајчинска фигура принцезе Цириле Фионе Елен
Ријанон. Служила је као саветник краља Демаванда од Едирна.

## Биографија
Јенефер је имала тешко детињство од момента рођења због урођене грбе. Њен отац је одмах замрзео Јенефер због њеног деформитета за који је кривио Јехеферину мајку, због њеног наследства Вилењачке крви. Јенеферин отац је остао уз њих све док није нашао другу жену. Јенефер је показала магични потенцијал који је променио њен начин живота из корена.

### Школовање
Јенефер се школовала у Аретузи у школи за чаробнице, где је била под ректоратом Тисаје де Фриз, која је била Јенеферина мађисторка и мајчинска фигура. Јенефер је на почетку школовања покушала да одузме себи живот, али је преживела. Њен сврха и моћ магије су је одржале у животу и донели јој поштовање међу чаробњацима. По чаробњачкој традицији све физичке мане и несавршености, укључујући и грбу се исправљају.

### Упознавање Гералта
У својим путовањима Јенефер је стигла до Ринда где је радила у служби народа избегавајући закон краља Херибера који је ограничавао коришћење магије. Једног јутра вештац је прекинуо њен сан, преставивши се као Гералт од Ривије тражио је њену помоћ у лечењу свог пријатеља Трубадура Невена, који је био нападнут од стране духа.